# Холлоуэй, Ребекка
Ребе́кка Хо́ллоуэй (англ. Rebecca Holloway; 25 августа 1995, Нейлси, Северный Сомерсет, Англия) — североирландская футболистка, защитник английского клуба «Бирмингем Сити» и сборной Северной Ирландии. Также может играть на позиции вингера или центрального полузащитника.

## Клубная карьера
Начала свою футбольную карьеру в «Кливдон Таун», также занималась в академии «Бристоль Сити», где играла под руководством бывшего тренера женской сборной Англии Марка Сэмпсона. В 2015 году переехала в США, поступив в Университет Камберленд (Теннесси), где выступала несколько сезонов за университетскую футбольную команду «Камберленд Финикс». Закончила университет по специальности «Здоровье и работоспособность человека». В 2019 году провела сезон в клубе «Нашвил Ритм» в Женской первой футбольной лиге, сыграв 11 матчей, в которых отметилась 1 голом после чего решила вернуться в Великобританию.
24 июля 2019 года перешла из «Нашвилл Ритм» в английский клуб Женской суперлиги ФА «Бирмингем Сити». 8 сентября 2019 года дебютировала в составе «Бирмингем Сити» в рамках матча Женской суперлиги ФА в домашней игре против «Эвертона» (0:1), выйдя в стартовом составе и проведя все 90 минут. Итого в сезоне 2019/20 (впоследствии приостановленом из-за пандемии COVID-19) провела за «Бирменгем Сити» 18 матчей во всех турнирах (11 в Суперлиге, 3 в Кубке Англии и 4 в Кубке английской лиги), голов не забивала, а её команда финишировала на предпоследнем 11-м месте в чемпионате и осталась в высшем дивизионе, обойдя на 1 очко «Ливерпуль», но сыграв на одну игру меньше. В следующем сезоне стала основным игроком «Бирмингема» проведя за команду 24 матча из 25 во всех турнирах (21 в Суперлиге, 1 в Кубке Англии и 2 в Кубке Лиги), а её команда заняла 11-е предпоследнее место в турнирной таблице, обойдя «Бристоль Сити» лишь на 1 очко, осталась в Суперлиге на следующий сезон.
18 июля 2021 года продлила контракт с «Бирмингем Сити», подписав с клубом двухлетнее соглашение до 2023 года.

## Карьера в сборной
С 2012 по 2013 гг. выступала в сборной Северной Ирландии до 19 лет (дебютировала против сборной Чехии), проведя в итоге 8 матчей.
21 августа 2019 года впервые получила вызов от нового главного тренера сборной Северной Ирландии Кенни Шилса (назначенного в мае 2019 года), для участия в матчах отборочного турнира к чемпионату Европы 2022 года против сборных Норвегии (30 августа 2019) и Уэльса (3 сентября 2019). Однако в этих матчах сборной участия не принимала. 12 февраля 2021 года получила свой второй вызов в сборную для участия в выездном товарищеском матче против сборной Англии на «Сент Джордж Парк». 23 февраля 2021 года дебютировала в сборной Северной Ирландии в матче против сборной Англии (0:6), выйдя в стартовом составе, однако на 83-й минуте её заменила Тони-Ли Финнеган.

## Статистика

### Клубная
| Выступление      | Выступление      | Выступление      | Лига | Лига | Кубок | Кубок | Кубок лиги | Кубок лиги | Итого | Итого |
| Клуб             | Лига             | Сезон            | Игры | Голы | Игры  | Голы  | Игры       | Голы       | Игры  | Голы  |
| ---------------- | ---------------- | ---------------- | ---- | ---- | ----- | ----- | ---------- | ---------- | ----- | ----- |
| Нашвилл Ритм     | WPSL             | 2019             | 11   | 1    | —     | —     | —          | —          | 11    | 1     |
| Нашвилл Ритм     | Итого            | Итого            | 11   | 1    | —     | —     | —          | —          | 11    | 1     |
| Бирмингем Сити   | Суперлига        | 2019/20          | 11   | 0    | 3     | 0     | 4          | 0          | 18    | 0     |
| Бирмингем Сити   | Суперлига        | 2020/21          | 21   | 0    | 2     | 0     | 2          | 0          | 25    | 0     |
| Бирмингем Сити   | Суперлига        | 2021/22          | 1    | 0    | 0     | 0     | 0          | 0          | 1     | 0     |
| Бирмингем Сити   | Итого            | Итого            | 33   | 0    | 5     | 0     | 6          | 0          | 44    | 0     |
| Всего за карьеру | Всего за карьеру | Всего за карьеру | 44   | 1    | 5     | 0     | 6          | 0          | 55    | 1     |